# Оніфері
Оніфері (італ. Oniferi, сард. Onieri) — муніципалітет в Італії, у регіоні Сардинія,  провінція Нуоро.
Оніфері розташоване на відстані близько 340 км на південний захід від Рима, 120 км на північ від Кальярі, 16 км на захід від Нуоро.
Населення — 900 осіб (2014).
Щорічний фестиваль відбувається 25 жовтня. Покровитель — San Gavino.

## Демографія
Населення за роками:

Станом на 1 січня 2023 року в муніципалітеті офіційно проживали 24 іноземці з 3 країн, серед них 9 громадян країн Євросоюзу.

## Сусідні муніципалітети
- Бенетутті
- Боно
- Орані
- Оротеллі